# Aleurolobus scolopiae
Aleurolobus scolopiae là một loài côn trùng cánh nửa trong họ Aleyrodidae, phân họ Aleyrodinae.
Aleurolobus scolopiae được Takahashi miêu tả khoa học đầu tiên năm 1933.